# Aphroditidae
Aphroditidae zijn een familie van borstelwormen (Polychaeta) uit de orde van de Phyllodocida.

## Geslachten
De volgende geslachten zijn bij de familie ingedeeld:
- Aphrodita Linnaeus, 1758
- Aphrogenia Kinberg, 1856
- Hermionopsis Seidler, 1923
- Heteraphrodita Pettibone, 1966
- Laetmonice Kinberg, 1856
- Palaeoaphrodite Alessandrello & Teruzzi, 1986 †
- Palmyra Savigny, 1818
- Pontogenia Claparède, 1868

### Synoniemen
- Aphrodite => Aphrodita Linnaeus, 1758
- Aphroditella Roule, 1898 => Aphrodita Linnaeus, 1758
- Eruca Ruysch, 1721 => Aphrodita Linnaeus, 1758
- Halithea Lamarck, 1818 => Aphrodita Linnaeus, 1758
- Halogenia Horst, 1915 => Laetmonice Kinberg, 1856
- Hermione Blainville, 1828 => Laetmonice Kinberg, 1856
- Hermonia Hartman, 1959 => Laetmonice Kinberg, 1856
- Hystrix Redi in Claparède, 1868 => Aphrodita Linnaeus, 1758
- Laetmatonice => Laetmonice Kinberg, 1856
- Letmonicella Roule, 1898 => Laetmonice Kinberg, 1856
- Milnesia Quatrefages, 1866 => Aphrodita Linnaeus, 1758
- Mus [informal 1748-56, NOT Mus sensu Linnaeus, 1758] => Aphrodita Linnaeus, 1758
- Palmyropsis Potts, 1910 => Palmyra Savigny, 1818
- Pontogenessa Monro, 1924 => Pontogenia Claparède, 1868
- Triceratia Haswell, 1883 => Pontogenia Claparède, 1868
- Tricertia [auctt.] => Triceratia Haswell, 1883 => Pontogenia Claparède, 1868
- Vermis Claparède, 1868 => Aphrodita Linnaeus, 1758